# You Are Here (ER)
You Are Here is de twintigste aflevering van het elfde seizoen van de televisieserie ER, die voor het eerst werd uitgezonden op 5 mei 2005.

## Verhaal
Dr. Morris raakt meteen, sinds bekend is dat hij het nieuwe hoofd is van de arts-assistenten, met dr. Pratt in conflict over de behandeling van gewonden door een woningbrand. 
Dr. Carter krijgt te horen dat hij, als enige van de kandidaten, een vaste aanstelling krijgt in het ziekenhuis. 
Dr. Lewis hoort dat zij geen vaste aanstelling krijgt, als reden wordt opgegeven dat zij geen grote sponsors heeft binnengebracht. Echter vermoedt zij dat de grote donatie van dr. Carter voor het nieuwe ziekenhuis hier een rol in heeft gespeeld, en kan haar teleurstelling niet verbergen en reageert haar frustratie af op dr. Carter en dr. Barnett. 
Dr. Barnett behandeld een tiener, waarvan hij vermoedt dat hij door zijn verslaving pijnstillers wil. Later ontdekt hij dat hij gewoon niet naar huis wil omdat hij daar seksueel misbruikt wordt en dr. Barnett besluit hem dan te helpen.
Dr. Kovac vindt de zwangerschaptest en confronteert Taggart hiermee, zij vertelt hem dat het vals alarm was. Het wordt duidelijk dat hun relatie onder druk staat door het gebrek aan communicatie. 
Dr. Pratt wordt overgehaald door een vriend om naar een dertigjarige feest te gaan. Daar ontmoet hij vele vrienden, de avond eindigt op een voetbalterrein waar een vriend een pistool tevoorschijn haalt waar hij mee begint te schieten.
Dr. Lockhart brengt de dag door met de grote familie van Scanlon waar een doopfeest plaatsvindt. Omdat zij in een ongewoon gezin is opgegroeid moet zij erg wennen om een feest mee te maken in een normaal gezin. 

## Rolverdeling

### Hoofdrollen
- Noah Wyle - Dr. John Carter
- Maura Tierney - Dr. Abby Lockhart
- Mekhi Phifer - Dr. Gregory Pratt
- Goran Višnjić - Dr. Luka Kovac
- Sherry Stringfield - Dr. Susan Lewis
- Parminder Nagra - Dr. Neela Rasgrota
- Shane West - Dr. Ray Barnett
- Laura Innes - Dr. Kerry Weaver
- Scott Grimes - Dr. Archie Morris
- Leland Orser - Dr. Lucien Dubenko
- Linda Cardellini - verpleegster Samantha 'Sam' Taggart
- Laura Cerón - verpleegster Chuny Marquez
- Yvette Freeman - verpleegster Haleh Adams
- Michelle Bonilla - ambulancemedewerker Christine Harms
- Lyn Alicia Henderson - ambulancemedewerker Pamela Olbes
- Emily Wagner - ambulancemedewerker Doris Pickman
- Donal Logue - Chuck Martin
- Eion Bailey - Jake Scanlon
- Hassan Johnson - Darnell Thibeaux
- Abraham Benrubi - Jerry Markovic

### Gastrollen (selectie)
- Edafe Okurume - Keith
- Emily Harrison - Michelle
- Omari Hughes - Eugene Bradley
- Alexa Nikolas - Megan Nesbitt
- Jamie Rose - Marilyn Bracken
- Geoffrey Wigdor - Anthony
- Christina Anthony - Patrice
- Louise Bennett - Terri
- Eric Bivens-Bush - Rooster